# 1998年沖縄県知事選挙
1998年沖縄県知事選挙（1998ねんおきなわけんちじせんきょ）は、1998年11月15日に執行された沖縄県知事選挙である。新人の稲嶺惠一が現職の大田昌秀を破り初当選を果たした。この結果、2期8年続いた革新県政に終止符が打たれ、8年ぶりに保守側が県政を奪還した。

## 選挙戦の構図
本知事選は、県知事の任期4年が満了したことに伴い実施された選挙である。選挙には現職知事で3期目を目指し民主党や社会民主党（以下、社民党）、日本共産党（以下、共産党）、沖縄社会大衆党（以下、社大党）など中道や革新系が支援する大田昌秀と新人で自由民主党（以下、自民党）など保守陣営が支援する稲嶺恵一（県経営者協会特別顧問）、それに諸派の又吉光雄の3人が立候補したが事実上、大田と稲嶺による一騎討ちの選挙戦となった。前回の知事選では大田を推薦した公明党は「大田氏を基軸とした自主投票」に転じた。
本選挙では経済振興と在日米軍普天間基地の移設先をどうするのかという普天間基地移設問題が大きな争点となった。大田候補は本州付近および国外への「県外移設」を主張したのに対し、稲嶺候補は「北部の陸上に軍民共用空港建設」と「政府との関係修復による経済振興」を打ち出した。

## 投票結果
選挙の結果、保守系の稲嶺候補が現職で革新系が支援する大田候補を破って初当選した。選挙への関心は高く、投票率は前回を10％以上も上回った。
※当日有権者数：945,419人 最終投票率：76.54%（前回比：+14pts）
| 候補者名 | 年齢 | 所属党派         | 新旧別 | 得票数    | 得票率 | 推薦・支持                                                 |
| -------- | ---- | ---------------- | ------ | --------- | ------ | ---------------------------------------------------------- |
| 稲嶺惠一 | 65   | 無所属           | 新     | 374,833票 | 52.43% | （推薦）自民党・新進沖縄・スポーツ平和党                   |
| 大田昌秀 | 73   | 無所属           | 現     | 337,369票 | 47.19% | （推薦）民主党・社民党・共産党・社大党・自由連合・新社会党 |
| 又吉光雄 | 54   | 世界経済共同体党 | 新     | 2,649票   | 0.37%  |                                                            |

当選した稲嶺候補は、不況の原因は「県政不況」で大田県政の失策であると訴え、不況からの脱却を望む有権者に支持を広げた。また、企業が集中する那覇市における積極的な取り組みと振興策の訴えが奏功し、革新系が強い地盤でも支持を広げることができた。そして自主投票となった公明党支持層の半分近くの支持も取り込んだ。この知事選以降、全国的にも公明党は自民党への傾斜を強めて行き、1999年の自自公連立政権成立への布石の一つになった。
敗れた大田候補は、基地問題解決と経済振興を中心に訴えたが、政府との関係悪化で各種振興策の協議が停滞したこと、有権者の関心が「経済振興」に移っていく中で「基地問題」の訴えが薄れたこと、運動面で稲嶺陣営に後れを取り、切り崩しにあったことが響いた。

## 官房機密費3億円が稲嶺陣営に
2010年、当時小渕内閣の副官房長官だった鈴木宗男が、この選挙で稲嶺陣営に官房機密費3億円が渡されていたことを証言し、普天間基地移設問題で辺野古案が浮上する中、本土の自民党政権が裏で積極的に沖縄の選挙に介入していたことが明らかになった。告知前から大田県政批判の出所不明のポスターが大量に電柱に貼られた。大手の広告代理店が入り、移設問題が「県政不況」などのキャッチコピーに圧倒的に凌駕され、また、イメージ戦略のため、自民党政権の閣僚来援は控えられ、本土政府と自民党の介入の影を隠した。筑紫哲也は、この選挙を「広告宣伝技術の選挙への導人が見事な成果をおさめた例」と指摘した。